# ECW Maryland Championship
Il ECW Maryland Championship è stato un titolo regionale e di breve durata della federazione Eastern Championship Wrestling in seguito conosciuta come Extreme Championship Wrestling.
Questo titolo era anche conosciuto come NWA Maryland Heavyweight Championship ed è stato disputato una sola volta

## Albo d'oro
| Lottatori       | Regno | Data            | Luogo                | Note                                                                            |
| --------------- | ----- | --------------- | -------------------- | ------------------------------------------------------------------------------- |
| J.T. Smith      | 1     | 16 ottobre 1993 | North East, Maryland | Vinse una battle royal.                                                         |
| Titolo ritirato |       | 6 marzo 1994    |                      | Titolo abbandonato quando J.T. Smith vinse l'ECW World Television Championship. |